# Фрідландське герцогство

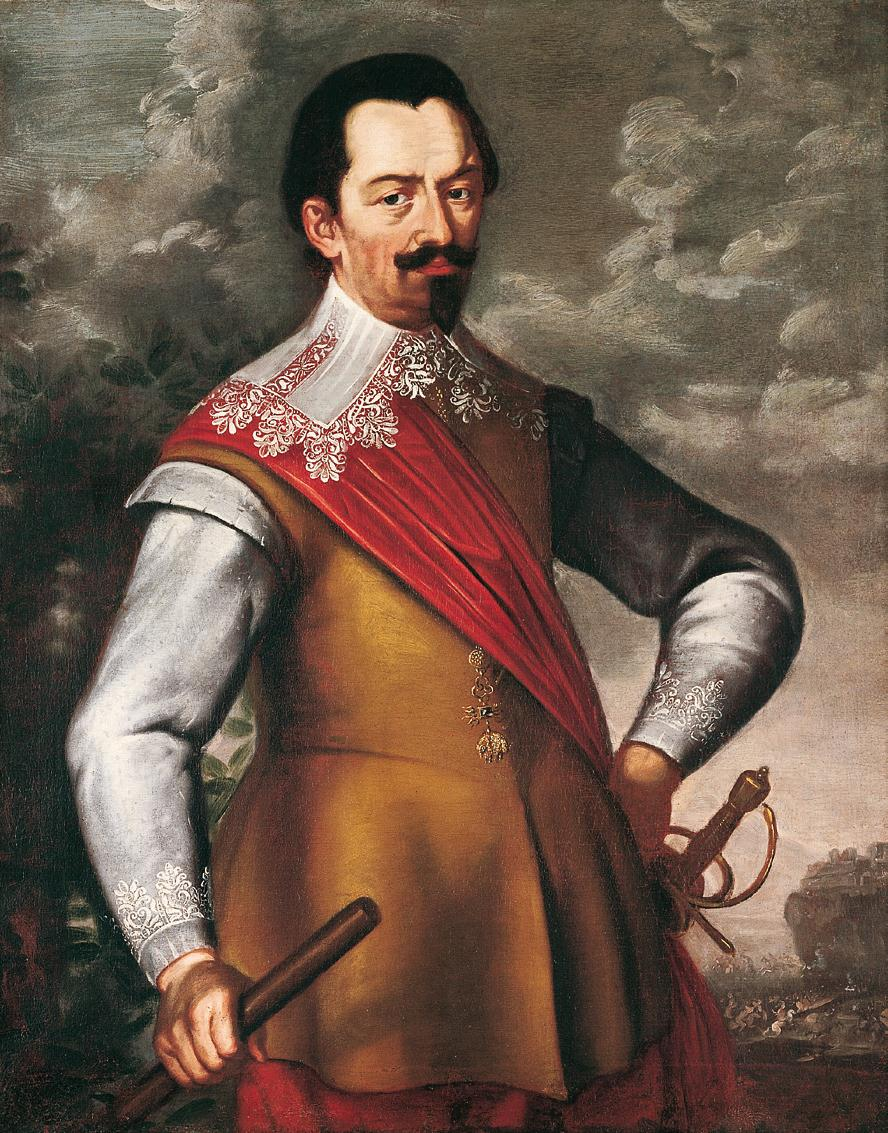
Генералісимус Альбрехт фон Валленштейн

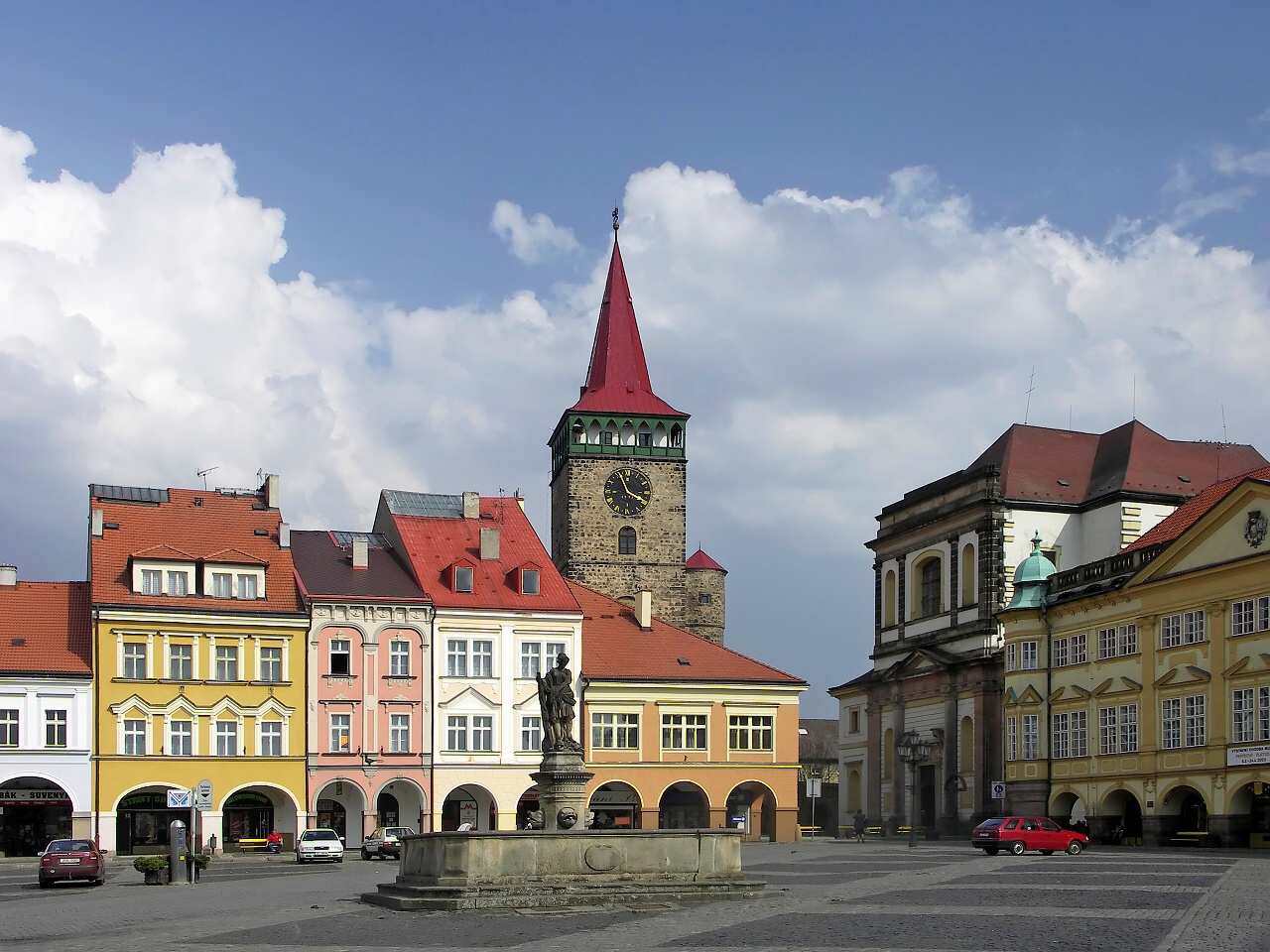
Їчин, площа Валленштейна. Праворуч частина герцогського палацу, перебудованого після його смерті, трохи лівіше за недобудований єпископальний собор

Фрідландське герцогство (чеськ. Frýdlantské vévodství, нім. Herzogtum Friedland) — де-факто суверенне герцогство в Богемії. Засноване в 1627 Альбрехтом фон Валленштейном і зникло з його смертю в 1634.

## Історія
У 1624 утворено Фрідландське князівство, в 1627 воно стало герцогством. Цьому сприяло зростання могутності Альбрехта фон Валленштейна, воєначальника при дворі Габсбургів під час Тридцятирічної війни.
У серпні 1622 Валленштейну наданий титул пфальцграфа і імперського графа. Графом Фрідландським Валленштейн став після того, як в 1621 придбав замок Фрідланд і місто Фридлант разом з усім Фрідландським манором. 7 вересня 1623 Альбрехту дарований титул імперського герцога. До цього часу він володів 49 манорами в північній та східній Богемії, до 1624 їх число збільшилося до 64.
12 березня 1624 імператор Фердинанд II Габсбург проголосив цей район князівством Фрідландським, а 4 січня 1627, — згідно з титулом Валленштейна, — герцогством.
Нове герцогство було фактично незалежним від решти Богемії і навіть мало право виходу з союзу Чеських земель (воно не було вписано в Земські дошки Чеського королівства). Валленштейн розпочав амбітну реконструкцію Їчина, столиці герцогства. Він планував побудувати резиденцію князя-єпископа, університет та сейм.
У 1628 він отримав право самостійно карбувати монети, дарувати титули та міські права.
Під час підготовки до відкриття університету в Йічин запрошені єзуїти, які відкрили в ньому єзуїтський коледж. Валленштейн розпочав будівництво великої церкви у стилі раннього бароко, у ній мав би служити місцевий єпископ. Однак будівлю так ніколи не було добудовано, хоч і слугує досі головною церквою міста.
Під час правління Альбрехта місто сильно перетворилося: поряд з храмом було збудовано герцогський палац, площа міста збільшилася вдвічі, поряд з містом було розбито парк, який частково дійшов до наших часів.
Фінансист герцога Ганс де Вітт побудував і взяв під контроль срібні, залізні та мідні шахти, кузні та збройові майстерні — це, а також управління транспортною системою частини річки Ельба було зроблено для покращення постачання військ Валленштейна.
Після смерті герцога фон Валленштейна в 1634 всі його володіння були передані графу Маттіасу Галласу, їх суверенний статус був анульований.